# Dischloridium keniense
Dischloridium keniense är en svampart som beskrevs av P.M. Kirk 1985. Dischloridium keniense ingår i släktet Dischloridium och familjen Chaetosphaeriaceae.   Inga underarter finns listade i Catalogue of Life.